# Base Drescher
La Base Drescher (en alemán: Drescher-Station) fue un campamento móvil de investigación temporal de verano de Alemania ubicado en la barrera de hielo Riiser-Larsen sobre el mar de Weddell en la Antártida. Se hallaba a 1 km al norte de la boca de la ensenada Drescher, una bahía cubierta de hielo al sur del cabo Vestkapp frente a la costa de la Princesa Astrid de la Tierra de la Reina Maud. Fue inaugurada por el Instituto Alfred Wegener el 18 de octubre de 1986 y nombrada en homenaje al biólogo alemán Eberhard Drescher (1944-1983).
Las 3 cabañas y el equipo de la base se trasportaban en helicóptero desde el rompehielos RV Polarstern, y eran montadas y equipadas en pocas horas. Al final de la temporada la base era recuperada de la misma forma. Las tres cabañas, de 6,5 x 2,5 x 2,5 m, son de diseño ligero de fibra de vidrio con paredes aisladas de 10 cm de espesor. Cada cabaña contiene cuatro camas y áreas de trabajo y de servicio con cocina, y se ubicaban paralelas a una distancia de 35 metros. Los suministros se almacenaban afuera congelados en cajas de madera. La electricidad era proporcionada por dos generadores de nafta de 5 kW cada uno. Dos motos de nieve y trineos de Nansen se utilizaban para el trabajo de campo.
El campamento sirvió a los biólogos que investigaban el comportamiento de buceo y la dieta de las focas de Weddell y los pingüinos emperador. 
La última operación de la base fue en la temporada 2003-2004, siendo recuperada el 3 de enero de 2004.